# Paul Muni
Paul Muni (Meshilem Meier Weisenfreund) (Lemberg, 1895. szeptember 22. – Montecito, Kalifornia, 1967. augusztus 25.) Oscar-díjas amerikai színész.
Legnagyobb sikereit az 1930-as években érte el a Warner Brothersnél. Muni azon kevés színészek egyike volt, akik válogathattak a szerepek között, nem pedig a stúdiója döntött helyettük. Pályafutása során hatszor jelölték Oscar-díjra, melyből egyszer sikerült nyernie. A filmiparban betöltött helyének köszönhetően csillagja megtalálható a Hollywood Walk of Fame-en

## Fiatalkora és kezdeti karrierje
Muni egy lengyel zsidó családban született 1895. szeptember 22-én a korabeli Osztrák–Magyar Monarchia területén található Lembergben. A család 1902-ben az Egyesült Államokba emigrált.
Karrierjét New Yorkban kezdte, ahol jiddis nyelvű színprodukciókban lépett fel, a szülei is a helyi jiddis színház színészei voltak. Már tizenévesen kialakult benne az érdeklődés az arc elmaszkírozása iránt és gyakran alakított jóval idősebb karaktereket. A filmtörténész Robert Osborne szerint annyira kreatív volt ezen a téren, hogy a szerepei többségében "a fellépéseken olyan tökéletesen átalakult, hogy az új Lon Chaneynek nevezték el." Első színpadi fellépésén - 12 évesen - egy 80 éves öregember szerepét játszotta.
Tehetsége hamar feltűnt Maurice Schwartznak, aki leszerződtette a Jiddis Művészeti Színházhoz. 1921-ben feleségül vette Bella Finkelt, a színtársulat egy színésznőjét, akivel élete végéig együtt maradt.

## Broadway és Hollywood
Muni karrierje a Broadwayen 1926-ban indult el. Első szerepét - egy zsidó öregembert formált meg - a We Americans című darabban kapta. Ez volt az első alkalom pályafutása során, hogy egy angol nyelvű produkcióban lépett fel. 1929-ben a Fox filmstúdió három évre leszerződtette, és még abban az évben első filmszerepéért, a The Valiantért Oscar-díjra jelölték, habár maga a produkció megbukott. Szintén veszteséges volt a második filmje, a The Seven Faces is. Elégedetlen volt a szerepekkel, amiket ajánlott a Fox neki, ezért visszatért a Broadwayre, ahol fellépett a nagy sikerű Counselor at Law című darabban.
1932-ben tért vissza Hollywoodba, és olyan kasszasikerekben játszott, mint A sebhelyes arcú és a Szökevény vagyok. A Warner Brothers stúdiónál annyira elismerték munkáját, hogy hosszú távú szerződést kínáltak neki, és a legnagyobb filmszínésznek harangozták be a nyilvánosság előtt. 1935-ben Muni meggyőzte a Warner Brotherst, hogy vállaljon anyagi kockázatot, és készítse el a Louis Pasteur élete című történelmi életrajzi drámát. Addig ugyanis a stúdió csak aktuális eseményekről forgatott filmeket. Ez volt Muni első életrajzi szerepe is, amit még több követett a jövőben. Továbbá ez volt első filmje a rendező William Dieterlével is, akivel a továbbiakban szintén jó munkakapcsolatot tartott fenn. Ezért az alakításáért Muni elnyerte az Oscar-díjat.
1937-ben szintén Dieterlével forgatta a Zola életét, amelyben Émile Zola francia regényírót keltette életre. A produkció szintén nagy siker lett, ráadásul elnyerte a „legjobb film” díját az Oscar átadáson. Szintén '37-ben az Édes anyaföldben Luise Rainer partnere volt, melyben egy kínai földművest alakított. Mivel Muni nem volt ázsiai származású, ezért amikor Irving Thalberg producer neki ajánlotta a szerepet, kijelentette: „Körülbelül annyira vagyok kínai, mint Herbert Hoover.”
A hollywoodi élettel elégedetlenné válva nem hosszabbította meg lejáró szerződését, és csak alkalmanként tért vissza a filmvászonra, mint például 1945-ben, amikor az A Song to Rememberben Frédéric Chopint formálta meg. Muni főleg a színpadi karrierjére fókuszált. 1946-ban fellépett az A Flag Is Born című Ben Hecht által jegyzett darabban, amely a modern zsidó állam, Izrael születésére íródott. Muni mellett ott volt a színpadon az ifjú Marlon Brando is. Tíz évvel később érte el legnagyobb színpadi sikerét az Inherit the Windben, mellyel elnyerte a Tony-díjat, a legrangosabb színházi kitüntetést. Igaz 1955. augusztusában kénytelen volt felhagyni a színdarabbal időlegesen, mert egy komoly szembetegség súlyosan megkárosította a látását. A szerepét Melvyn Douglas vette át addig. Később, 1955 szeptemberében egy tumort diagnosztizáltak Muni bal szemében, ezért szemét egy műtéti beavatkozás során eltávolították. A jobb szemében semmi rendellenességet nem találtak, ezért már decemberben Muni visszavette Douglastől a szerepét az Inherit the Wind-ben.
Utolsó filmszerepében a The Last Angry Manben 1959-ben volt látható. Pályafutása során mindössze 21 filmben szerepelt.

## Magánélete és halála
Muni magánéletében rendkívül visszahúzódó természetű volt, kimondottan kellemetlennek találta, ha valaki mondjuk vásárlás vagy egy éttermi vacsora során felismerni vélte. Nagyon szeretett olvasni és sétákat tenni a Central Park félreeső részeiben feleségével. Miután visszavonult a színészettől Kaliforniába költözött feleségével, ahol visszahúzódva éltek a nyilvánosság elől. Muni főleg olvasással és rádió hallgatással töltötte szabadidejét.
1967. augusztus 25-én hunyt el 72 évesen, szívbetegség következtében, Montecitoban. A Hollywood Forever Cemeteryben temették el.

## Díjai és jelölései
- Oscar-díj
  - díj: legjobb férfi főszereplő - Louis Pasteur élete (1937)
  - jelölés: legjobb férfi főszereplő - The Valiant (1930)
  - jelölés: legjobb férfi főszereplő - Szökevény vagyok (1934)
  - jelölés: legjobb férfi főszereplő - Black Fury (1936)
  - jelölés: legjobb férfi főszereplő - Zola élete (1938)
  - jelölés: legjobb férfi főszereplő - The Last Angry Man (1960)
- Velencei Nemzetközi Filmfesztivál
  - díj: legjobb színész - Louis Pasteur élete (1936)

## Fontosabb filmjei
- 1959 - The Last Angry Man[* 1] - Dr. Sam Abelman
- 1939 - Juarez - Benito Juárez
- 1937 - Édes anyaföld (The Good Earth) - Wang
- 1937 - Zola élete (The Life of Émile Zola) - Émile Zola
- 1936 - Louis Pasteur élete (The Story of Louis Pasteur) - Louis Pasteur
- 1935 - Black Fury - Joe Radek
- 1932 - Szökevény vagyok (I Am a Fugitive from a Chain Gang) - James Allen
- 1932 - A sebhelyes arcú (Scarface) - Antonio Camonte
- 1929 - The Valiant - James Dyke

## Fordítás
- Ez a szócikk részben vagy egészben  a   Paul_Muni című angol Wikipédia-szócikk fordításán alapul.  Az eredeti cikk szerkesztőit annak laptörténete sorolja fel. Ez a jelzés csupán a megfogalmazás eredetét és a szerzői jogokat jelzi, nem szolgál a cikkben szereplő információk forrásmegjelöléseként.